# Garganega

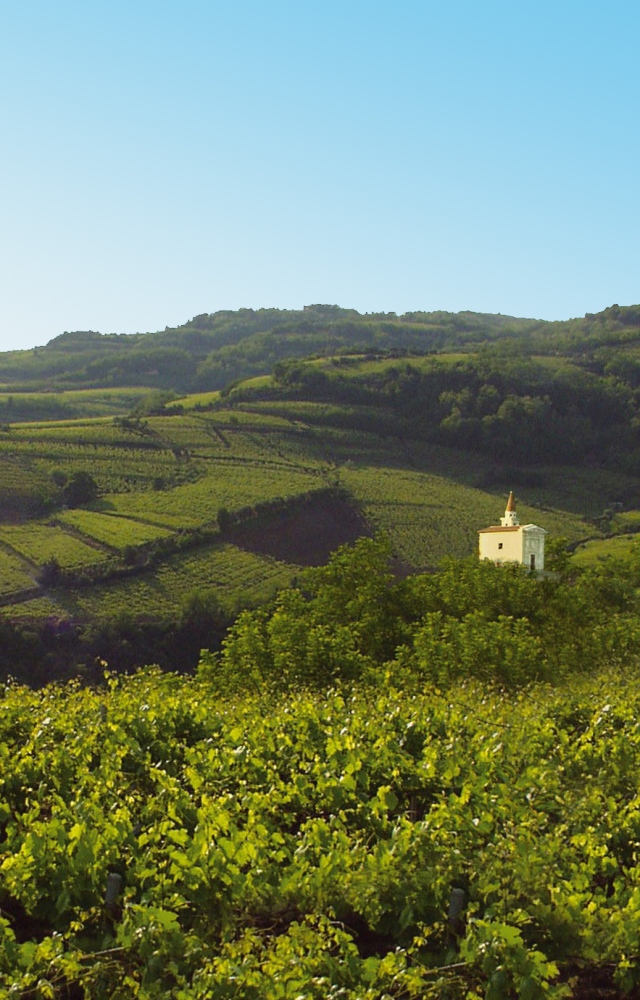
Winnice w regionie Gambellara, na pierwszym planie winorośl garganega

Garganega, grecanico bianco – biała odmiana winorośli, pochodząca z Włoch i uprawiana przede wszystkim w Wenecji Euganejskiej. Niektóre starsze źródła jako ojczyznę odmiany podają Grecję, jednak skojarzenie prawdopodobnie wywodzi się od stylu wina, a nie kraju pochodzenia. Pierwsza zachowana wzmianka o szczepie garganega pochodzi z XIII wieku, w opisach Pietro de Crescenziego. Odgrywa ważną rolę we włoskim winiarstwie: wśród białych szczepów lokuje się pod względem powierzchni upraw z 11 600 ha na szóstym miejscu, a wśród wszystkich na jedenastym. Najbardziej znanym winem produkowanym z garganegi jest soave, w którym odmiana jest zwykle kupażowana z trebbiano di soave (verdicchio bianco).

## Charakterystyka
Szczep należy do późno dojrzewających, jest plenny i wymaga ograniczania zbiorów, by wydobyć pełny smak owoców. Cechuje się dobrą odpornością na choroby grzybowe. 
Analizy DNA pozwoliły stwierdzić, że szczep jest tożsamy z popularnym na Sycylii grecanico bianco, a także z nieuprawianą już katalońską odmianą malvasia de manresa. Garganega jest rodzicem kilku ważnych włoskich odmian, m.in. catarratto bianco, marzemina bianca i trebbiano toscano.

## Rozpowszechnienie
Garganega jest podstawą znanych win z apelacji Soave DOC i Soave Superiore DOCG i Gambellara DOC, położonych na wschód od jeziora Garda, między Weroną a Vicenzą. Popularna jest także w innych częściach regionu Wenecja Euganejska, gdzie wchodzi w skład win zarówno wieloodmianowych, jak i jednoodmianowych kategorii DOC i IGT. W tych okolicach była uprawiana już w okresie renesansu.
Na mniejszą skalę garganega jest uprawiana w innych regionach, np. w Umbrii i na Sycylii, gdzie jest bardziej znana pod nazwą grecanico albo grecanico dorato i bywa składnikiem marsali. W 2008 powierzchnia upraw na wyspie sięgała 5358 ha.
Pierwsze owocujące winnice poza Włochami założono w Australii (Mount Crawford w Barossa). Z Wiktorii pochodzą nawet wina musujące.

## Wina

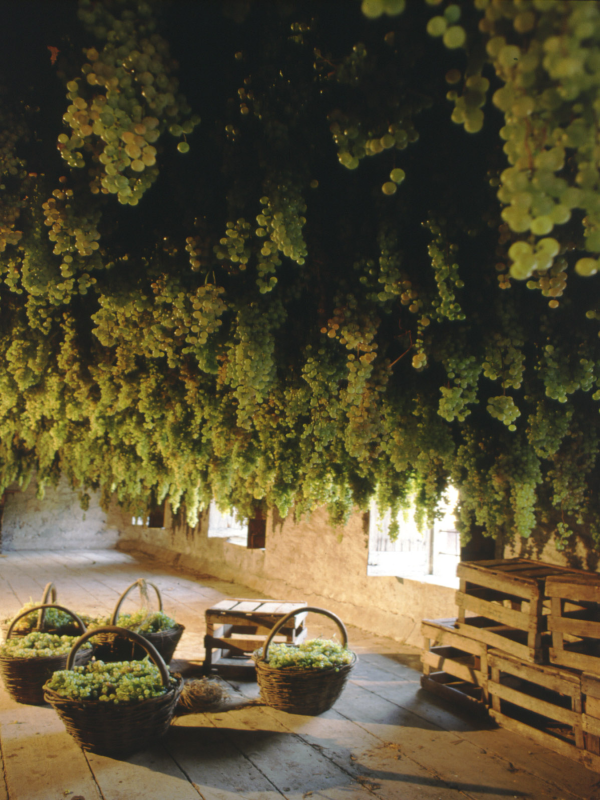
Picai to metoda naturalnego suszenia winogron stosowana w zachodniej części prowincji Vicenza, stosowana do produkcji Recioto di Gambellara i Vin Santo di Gambellara.

Część winiarzy korzysta z wysokiej plenności odmiany i produkuje z garganegi pozbawione wyraźnego aromatu wina. Wina produkowane na najlepszych stanowiskach i przez winiarzy ograniczających zbiory cechują się wyraźnym zapachem cytrusów i migdałowatym posmakiem, z którego słynie odmiana.
Garganega wchodzi także w skład win musujących i
win naturalnie słodkich, wytwarzanych ze wstępnie podsuszanych gron, np. recioto di soave.

## Synonimy
Popularnym synonimem jest grecanico, ale zarejestrowano także inne synonimy: d’oro, decanico, dorana di venetia, garganega bijela, garganega comune, garganega di gambellara, garganega gentile, garganega grossa, garganega piramidale, garganega veronese, grecani, grecanico dorato, grecanicu biancu, grecanio, greccanico, lizzara, malvasia de manresa, ora, ora d’oro, oro, ostesa, ostesona i recanicu.